# Vincenzo Manca

Vincenzo Manca nel 1938

Vincenzo Manca (Ozieri, 1916 – Sassari, 3 febbraio 2013) è stato un pittore italiano.

## Biografia

### Origini
Nato a Ozieri nel 1916, Vincenzo Manca era originario di Pattada, paese del Logudoro dove trascorse la sua infanzia e al quale rimase sempre legato nonostante visse per quasi tutta la vita lontano dalla sua terra natale. Conseguì la maturità al Liceo Classico Azuni di Sassari.

### A Firenze
Trasferitosi a Firenze nel 1936, visse nel capoluogo toscano fino al 1952 frequentando la Facoltà di Lettere e Filosofia dell'Università di Firenze che lo mise in contatto con maestri e studenti con inclinazioni politiche lontane dal fascismo che lo spinsero presto all'impegno politico attivo. Militante del PCI, assapora a Firenze un clima culturale fortemente influenzato dall'opera artistica di Ottone Rosai e Primo Conti che inevitabilmente avrà ripercussioni anche sul suo stile personale. Dopo un breve periodo di assenza, Manca rientrò a Firenze nel 1946 vivendo ancora più in profondità la città traboccante d'arte, gallerie e musei che ne arricchirono la consapevolezza. Fondamentale fu la frequentazione di quegli artisti che diventarono poi i primi astrattisti fiorentini.

### Il ritorno in Sardegna
Rientrò nell'isola nel 1952. La sua pittura si fece sempre più scabra e povera di abbellimenti, la sua attenzione si focalizzò sugli aspetti più umili della vita in Sardegna: la campagna, i pastori, la gente umile. A questi soggetti si accostava l'intimità degli affetti familiari e la semplicità dei paesaggi e degli oggetti comuni con il colore che divenne sempre più centrale e importante nell'ambito della sua produzione. La Sardegna da lui rappresentata divenne sempre più un mondo arcaico e lontano, in un percorso diretto a riproporre i segni primordiali delle culture mediterranee.

#### A Sassari
Nel 1958 si trasferì a Sassari dove insegnò lettere, filosofia e pedagogia fino al 1988. Espose le sue opere in mostre personali e collettive collaborando coi principali quotidiani dell'isola scrivendo su temi culturali e sociali quali la scuola, l'arte, l'identità. Dopo il 1993, in seguito alla scomparsa della moglie Marta, si ritirò sempre più a vita privata. La sua unica apparizione pubblica in questo periodo fu in occasione della mostra antologica che si tenne al Palazzo della Frumentaria di Sassari nel 2010, a cura della studiosa Caterina Virdis Limentani. Morì a Sassari, a 97 anni, il 3 febbraio 2013.

## Vincenzo Manca e Pattada
Profondamente legato alle sue origini, Vincenzo Manca mantenne per tutta la vita frequenti contatti col suo paese natale, Pattada, e con la sua gente. Intorno al 1980, attivo sia nell'insegnamento che nella produzione pittorica, Vincenzo Manca progetta insieme a un gruppo di nativi pattadesi una pubblicazione, rimasta inedita, dedicata al paese: la storia, le tradizioni, la lingua, il lavoro. Il suo personale contributo riguarda i giochi e i giocattoli della sua infanzia. Gli anni e i ricordi di infanzia sono la base, le fondamenta di tutta l'opera del pittore pattadese.